# Прунелли-ди-Фьюморбо (кантон)
Прунелли-ди-Фьюморбо (фр. Prunelli-di-Fiumorbo) — упразднённый в 2015 году кантон во Франции, находился в регионе Корсика, департамент Верхняя Корсика. Входил в состав округа Корте.
Всего в кантон Прунелли-ди-Фьюморбо входило 7 коммун, из них главной коммуной являлась Прунелли-ди-Фьюморбо. 22 марта 2015 года коммуны вошли в состав нового кантона Фьюморбо-Кастелло.

## Коммуны кантона
| Коммуна                | Население, чел. (1999) | Почтовый индекс | Код INSEE |
| ---------------------- | ---------------------- | --------------- | --------- |
| Вентизери              | 2 023                  | 20240           | 2B342     |
| Изолаччо-ди-Фьюморбо   | 333                    | 20240           | 2B135     |
| Киза                   | 97                     | 20240           | 2B366     |
| Прунелли-ди-Фьюморбо   | 2 943                  | 20243           | 2B251     |
| Сан-Гавино-ди-Фьюморбо | 209                    | 20240           | 2B365     |
| Серра-ди-Фьюморбо      | 256                    | 20240           | 2B277     |
| Соларо                 | 583                    | 20240           | 2B283     |

## Население
Население кантона на 2008 год составляло 7022 человека.
| 1962 | 1968 | 1975 | 1982 | 1990 | 1999 | 2006 | 2007 | 2008 |
| ---- | ---- | ---- | ---- | ---- | ---- | ---- | ---- | ---- |
| 3491 | 4300 | 4114 | 5465 | 5974 | 6444 | —    | —    | 7022 |